# 第三個單身女郎
《第三個單身女郎》（英語：Third Girl）是阿嘉莎·克莉絲蒂所著的推理小說，1966年出版:115。

## 情節簡介
年輕女孩諾瑪·雷斯特里向偵探白羅求助，稱自己可能犯下謀殺，隨即又馬上離去。白羅在偵探小說作家奧利薇夫人協助下展開調查，並親自造訪諾瑪父母所住的橫籬居。奧利薇夫人跟蹤諾瑪的男友大衛·貝克，卻不慎被人打昏。在白羅的策劃下，精神科醫師約翰·史蒂佛林暫時照顧精神狀態不穩定的諾瑪。
依照白羅的調查所知，在諾瑪5歲時，父親安德魯便拋棄了她和母親葛蕾絲，跟另名女人露薏絲交往，最後離開英國前往非洲。諾瑪與母親同住，直到兩年半前母親去世。一年前，安德魯帶著新婚妻子瑪麗回到英國，在家族企業工作。而諾瑪則與克勞蒂亞·里斯–霍蘭和法蘭西絲·卡莉同租鮑羅登大樓的67號公寓。
奧利薇夫人曾探聽出鮑羅登大樓的一名住戶在不久前墜樓身亡，這名住戶正巧是安德魯過往的情婦露薏絲·查彭特。
諾瑪離開了史蒂佛林醫師的診所，來到鮑羅登大樓的67號租屋與大衛·貝克見面。不久傳出謀殺，諾瑪被發現站在大衛的屍體旁。白羅與奧利薇夫人隨警方來到現場，史蒂佛林醫師指出諾瑪不穩定的精神狀態其實是吸食了毒品所致，讓她產生幻覺及時間錯亂。白羅隨即揭露：安德魯·雷斯特里實際上已死在非洲，其同事羅伯·奧韋爾假冒他的身分回到英國，以謀取雷斯特里家的財富，瑪麗·雷斯特里與法蘭西絲·卡莉其實也是同一人分飾兩角的，他們設法用毒品控制諾瑪。殺害可能會使他們的罪行曝光的露薏絲·查彭特和大衛·貝克，並嫁禍於諾瑪。

## 人物
- 赫丘勒·白羅
- 阿蕊登·奧利薇夫人，偵探小說作家
- 約翰·史蒂佛林，精神科醫師
- 尼爾探長
- 萊蒙小姐（法语：Miss Lemon），白羅的秘書
- 喬治，白羅的僕人
- 大衛·貝克，有過多次犯罪前科的藝術家，諾瑪的男友
- 格比先生

橫籬居住戶
- 安德魯·雷斯特里，實際上是安德魯的同事羅伯·奧韋爾假冒的，真正的安德魯已死
- 瑪麗·雷斯特里，安德魯之妻，實際上與法蘭西絲·卡莉是同一人
- 羅德瑞克爵士，安德魯的舅父，地位顯赫，年老而半瞎
- 索尼雅，羅德瑞克爵士的秘書

鮑羅登大樓住戶
- 克勞蒂亞·里斯–霍蘭，國會議員之女，安德魯·雷斯特里的秘書，
- 法蘭西絲·卡莉，克勞蒂亞和諾瑪的室友，藝術家，與大衛·貝克在同一藝廊工作
- 諾瑪·雷斯特里
- 露薏絲·查彭特太太，真正的安德魯·雷斯特里以往的情婦
- 雅各小姐

## 改編作品
2008年，被改編為電視劇《大偵探白羅》第十一季第三集。故事背景從原著中的1960年代改成1930年代。